# Tanger
Tanger (arabisk: طنچة; berbisk: ⵟⴰⵏⴵⴰ; engelsk: Tangiers) er en by i det nordlige Marokko med 1.275.428(2024) indbyggere.
Ifølge berbisk mytologi blev byen bygget af Sufax som var søn af Tinjis. Tinjis var gift med berberhelten Antaios. En anden forklaring er at byen blev grundlagt af Herkules. Herkules' grotte er kun nogle få kilometer fra byen og er en stor turistattraktion. Herkules skulle efter sigende have sovet der før han begyndte en af sine prøvelser.
Portugal havde kontrol over byen fra 1471 indtil Storbritannien tog over i 1661. 1679-1684 var byen under belejring af sultan Moulay Ismail. Da briterne trak sig ud i 1684, ødelagde de meget af byen og dens havnefaciliteter. Byen blev genopbygget, men indbyggertallet faldt langsomt, i 1810 var det 5.000. I 1812 købte den amerikanske regering the Legation bygningen. Den var den første ejendom som regeringen købte udenfor USA. (Marokko var det første land der anerkendte USA – i 1777 – som en nation.)
Da Marokko blev delt mellem Frankrig og Spanien i 1912, kom Tanger under international kontrol (Frankrig, Spanien, Storbritannien og i 1928 Italien). Byen blev besat af Spanien i 1940-45.
Tanger blev tilsluttet resten af Marokko, da Marokko i 1956 fik fuld suverænitet.

## Transport
Der er regelmæssig færgesejlads mellem Tanger og Tarifa i Spanien.